# Kaakkossaari
Kaakkossaari är en ö i Finland. Den ligger i sjön Kuusjärvi och i kommunen Jämsä i landskapet Mellersta Finland, i den södra delen av landet, 180 km norr om huvudstaden Helsingfors. Öns area är 0,5 hektar och dess största längd är 120 meter i nord-sydlig riktning.